# روكستار جيمز
روكستار جيمز (بالإنجليزية: .Rockstar Games, Inc) هي شركة أمريكية لنشر ألعاب الفيديو يقع مقرها في مدينة نيويورك. تأسست الشركة في ديسمبر 1998 كشركة تابعة لـ تيك-تو إنتراكتيف، باستخدام الأصول التي حصلت عليها تيك-تو سابقًا من بي إم جي إنتراكتيف. الأعضاء المؤسسون للشركة هم سام ودان هاوسر وتيري دونوفان وجيمي كينغ، الذين عملوا في تيك-تو في ذلك الوقت، وكان الأخوان هاوسر في السابق مديرين تنفيذيين في بي إم جي إنتراكتيف. يرأس سام هاوسر الاستوديو كرئيس.
منذ عام 1999، أصبحت العديد من الشركات التي تم الاستحواذ عليها من قبل تيك-تو أو تم إنشاؤها في إطار روكستار جيمز، مثل روكستار كندا (التي أعيدت تسميتها لاحقًا إلى روكستار تورنتو) لتصبح الأولى في عام 1999، وروكستار دندي الأحدث في عام 2020. جميع الشركات المنظمة تحت روكستار جيمز تحمل اسم وشعار «روكستار». في هذا السياق، يشار إلى روكستار جيمز أحيانًا باسم روكستار نيويورك (Rockstar New York) أو روكستار إن واي (Rockstar NY) أو روكستار إن واي سي (Rockstar NYC). تمتلك روكستار جيمز أيضًا استوديو التقاط الحركة في بيثبيج، نيويورك.
تنشر روكستار جيمز في الغالب ألعابًا من نوع الحركة والمغامرة، بينما حققت ألعاب السباق أيضًا نجاحًا للشركة. واحدة من أشهر سلاسل ألعاب الحركة والمغامرات هي جراند ثيفت أوتو، استحوذت عليها روكستار جيمز من بي إم جي إنتراكتيف، التي نشرت إدخال السلسلة الأصلي في عام 1997. أحدث لعبة في السلسلة هي جراند ثفت أوتو 5، تم شحن أكثر من 135 مليون نسخة منذ إطلاقها في سبتمبر 2013، مما يجعلها واحدة من أفضل ألعاب الفيديو مبيعًا على الإطلاق. السلاسل الشهيرة الأخرى
التي نشرتها روكستار جيمز هي ريد ديد، ميدنايت كلوب، ماكس باين ومان هنت.

## تاريخ
في 12 مارس 1998، أعلنت شركة تيك-تو إنتراكتيف عن استحواذها على أصول ناشر ألعاب الفيديو البريطاني الخامل بي إم جي إنتراكتيف من شركة بي إم جي إنترتينمنت (إحدى وحدات بيرتليسمان). في المقابل، كان من المقرر أن تصدر تيك-تو 1.85 مليون سهم (حوالي 16٪) من أسهمها العادية لشركة بي إم جي إنترتينمنت. من خلال هذا الاستحواذ، حصلت تيك-تو على العديد من الملكية الفكرية السابقة لشركة بي إم جي إنتراكتيف، بما في ذلك جراند ثفت أوتو من دي إم آي ديزاين وسبيس ستيشن سيليكون فالي. تم الإعلان عن إغلاق الصفقة في 25 مارس. انتقل ثلاثة من المديرين التنفيذيين لشركة بي إم جي إنتراكتيف - سام هاوسر ودان هاوسر وجيمي كينغ - بالإضافة إلى تيري دونوفان من شركة أرتيستا ريكوردز التابعة لشركة بي إم جي إنترتينمنت، إلى مدينة نيويورك للعمل في تيك-تو إنتراكتيف. في إعادة الهيكلة التي تم الإعلان عنها في أبريل، تم تعيين سام هاوسر في منصب «نائب الرئيس لتطوير المنتجات في جميع أنحاء العالم» في تيك-تو. في ديسمبر 1998، أسس الأخوان هاوسر دونوفان وكينج روكستار جيمز باعتبارها علامة النشر «الراقية» لـ تيك-تو. تم الإعلان عن التشكيل رسميًا في 22 يناير 1999.
في يناير 2007، أعلنت شركة تيك-تو أن دونوفان، العضو المنتدب لشركة روكستار جيمز حتى ذلك الحين، قد ترك الشركة بعد إجازة لمدة أربعة أشهر. وخلفه غاري ديل، الذي أصبح مدير العمليات. عمل دايل سابقًا مع الأخوين هاوسر وكينج في شركة بي إم جي إنتراكتيف، لكنه ترك الشركة عندما استحوذت عليها شركة تيك-تو إنتراكتيف، وانضم إلى شركة كابكوم في أوروبا كمدير إداري في عام 2003.
اعتبارًا من فبراير 2014، شحنت ألعاب روكستار جيمز أكثر من 250 مليون نسخة، وأكبر امتياز هو لسلسلة جراند ثفت أوتو، والتي لديها شحنات لا تقل عن 250 مليون اعتبارًا من نوفمبر 2016. شحنت جراند ثفت أوتو 5 أكبر عدد من الوحدات ضمن السلسلة وتاريخ الشركة، بأكثر من 135 مليون نسخة، لتصبح واحدة من أكثر ألعاب الفيديو مبيعًا على الإطلاق.
في حفل جوائز الأكاديمية البريطانية لألعاب الفيديو في مارس 2014، تم تكريم روكستار جيمز بجائزة الزمالة الأكاديمية البريطانية لفنون السينما والتفلزيون عن «إنشاء عوالم تفاعلية ذات طبقات معقدة جعلت الشركة في طليعة صناعة الألعاب لأكثر من عقد من الزمان، على الصعيدين النقدي والتجاري». جينيفر كولبيه، التي بدأت عملها في مكتب الاستقبال في تيك-تو، تعمل كرئيسة للنشر في روكستار جيمز وتشرف على جميع استوديوهات التطوير. سيمون رامزي هو رئيس العلاقات العامة والاتصالات في الشركة.
في مايو 2019، أعلنت روكستار جيمز أنها حصلت على دروفا إنتراكتيف من استديوهات ستاربريز إنتراكتيف مقابل 7.9 مليون دولار، مع الانتهاء من البيع في وقت لاحق من ذلك الشهر، اندمج فريق دروفا ليصبحوا روكستار الهند.
في سبتمبر 2019، أعلنت روكستار جيمز أنها أطلقت مشغل ألعاب خاص بها، توزيع رقمي، إدارة الحقوق الرقمية، خدمة متعددة اللاعبين والاتصالات. بعد أن أخذ استراحة طويلة بعد إصدار ريد ديد ريدمبشن 2 في أوائل عام 2019، غادر دان هاوسر روكستار جيمز في 11 مارس 2020.
استحوذت الشركة على الاستوديو الإسكتلندي روفيان جيمز في أكتوبر 2020، وأعادت تسمية الاستوديو باسم روكستار دندي.
في سبتمبر 2022، كانت روكستار هدفًا لخرق البيانات، حيث تم تسريب 90 مقطع فيديو من تطوير لعبة جراند ثفت أوتو القادمة. وصفت روكستار التسريب بأنه «اقتحام شبكة»، وأشارت إلى أنه «مُحبِط للغاية» من الطريقة التي تم بها عرض اللعبة لأول مرة، لكنها لم تتوقع تأثيرات طويلة المدى على التنمية.
في ديسمبر 2023 طرحت شركة "روك ستار" الإعلان الرسمي الترويجي للإصدار الجديد من سلسلة ألعابها الشهيرة GTA، والذي يعد أول إصدار في تاريخ اللعبة تتواجد به فتاة ضمن الشخصيات الرئيسية، إلى جانب تطور كبير في رسوميات اللعبة وقصتها وقالت الشركة في بيان رسمي إن اللعبة الجديدة GTA 6 ستدور أحداثها داخل مدينة "فايس" VICE الخيالية، المبنية والمصممة على أساس مدينة ميامي الأميركية.

## فلسفة الشركة
في أكتوبر 2011، أخبر دان هاوسر فاميستو أن روكستار جيمز كانت تتجنب عن عمد تطوير الألعاب في نوع تصويب من منظور الشخص الأول، لأنه «في حمضنا النووي لابد من تجنب قيام ما تفعله الشركات الأخرى [...] هدف روكستار هو أن تجعل اللاعبين يشعرون حقًا بما نحاول القيام به». تابع هاوسر قائلاً: «كانت ألعابنا حتى الآن مختلفة عن أي نوع كان موجودًا في ذلك الوقت؛ لقد صنعنا أنواعًا جديدة بأنفسنا باستخدام ألعاب مثل سلسلة جراند ثفت أوتو. لم نعتمد على الشهادات في كتاب مدرسي للأعمال للقيام بما قمنا به. [. . . ] إذا صنعنا هذا النوع من الألعاب التي نريد أن نلعبها، فإننا نعتقد أن الناس سيشترونها».
شاركت الشركة في الأعمال الخيرية التي تتراوح من دعم موفمبر أو الظهور في الألعاب كجائزة يانصيب للبث المباشر الخيري.

## أفلام منتجة
| عام  | عنوان                                  | النوع         |
| ---- | -------------------------------------- | ------------- |
| 1999 | جي تي أي 2 - ذا موفي                   | دراما الجريمة |
| 2004 | ذا فوتبول فاكتوري                      | دراما         |
| 2004 | جراند ثيفت أوتو: سان أندرياس - المقدمة | دراما الجريمة |
| 2005 | سنداي درافير                           | وثائقي        |
| 2010 | ريد ديد ريدمبشن: ذا مان فروم بلاكواتر ‏ | دراما غربية   |

## شركات تابعة
تدير روكستار جيمز تسعة استوديوهات وفرع نشر دولي. حيث ترأس العديد من استوديوهات روكستار جهود تطوير لعبة ما، تم تسمية «استديوهات روكستار» كمطور.
| شعار | اسم                 | موقع                                   | تأسيس | استحواذ | ملاحظات |
| ---- | ------------------- | -------------------------------------- | ----- | ------- | --- |
|      | روكستار دندي        | دندي، إسكتلندا                         | 2008  | 2020    | روفيان جيمز سابقًا. |
|      | روكستار الهند       | بنغالور، الهند                         | 2016  | -       | دانيال سميث يرأس الاستوديو كمدير عام. |
|      | روكستار الدولية     | لندن، إنجلترا                          | 2003  | -       | مقر النشر الدولي لألعاب روكستار. يقع في نفس مكاتب روكستار لندن.                                                                                                 |
|      | روكستار ليدز        | ليدز، إنجلترا                          | 1997  | 2004    | تم إنشاء جراند ثفت أوتو: تشايناتاون وارز وليبرتي سيتي ستوريز وفايس سيتي ستوريز. كما نقلت إل أيه نوار إلى مايكروسوفت ويندوز.                                     |
|      | روكستار لينكن       | لينكن، إنجلترا                         | 1992  | 2002    | دار ضمان الجودة والتوطين المخصصة للألعاب التي تنشرها روكستار جيمز.                                                                                              |
|      | روكستار لندن        | لندن، إنجلترا                          | 2005  | -       | أكملت التطوير في مان هنت 2 وميدنايت كلوب: لوس أنجلوس. يقع في نفس مكاتب روكستار إنترناشيونال.                                                                    |
|      | روكستار نيو انغلاند | أندوفر، ماساتشوستس، الولايات المتحدة   | 1999  | 2008    | مسؤول عن بولي. |
|      | روكستار نورث        | إدنبرة، إسكتلندا                       | 1987  | 2002    | مسؤول عن سلسلة مان هنت وجراند ثيفت أوتو. |
|      | روكستار سان دييغو   | كارلسباد، كاليفورنيا، الولايات المتحدة | 1984  | 2002    | مسؤول عن سلسلة ريد ديد، سمقلرز رن وميدنايت كلوب. تضم أيضًا مجموعة ريْج التكنولوجية، وهي فريق محرك ألعاب داخلي مسؤول عن تطوير وصيانة محرك روكستار المتقدم للألعاب. |
|      | روكستار تورونتو     | أوكفيل، أونتاريو، كندا                 | 1981  | 1999    | مسؤول عن ذا واريورز. كما طورت منافذ مايكروسوفت ويندوز لـ جراند ثفت أوتو 5 وذا لوست أند دامد وذا بالد أو غاي توني وجراند ثفت أوتو 5.                             |

### سابقة
| شعار | اسم             | موقع          | تأسيس | استحواذ | إغلاق | ملاحظات |
| ---- | --------------- | ------------- | ----- | ------- | ----- | --- |
|      | روكستار فانكوفر | فانكوفر، كندا | 1998  | 2002    | 2012  | مسؤول عن بولي. اندمجت في روكستار تورونتو في يوليو 2012.                                                            |
|      | روكستار فيينا   | فيينا، النمسا | 1993  | 2003    | 2006  | منزل متنقل مع التركيز على إكس بوكس. تم إغلاقه في مايو 2006، أثناء تطوير مان هنت 2، والذي تم نقله إلى روكستار لندن. |

## برمجيات

### محرك ريّج
محرك روكستار المتقدم للألعاب (RAGE: Rockstar Advanced Game Engine) هو محرك ألعاب تم تطويره بواسطة مجموعة ريّج التكنولوجية داخل روكستار سان دييغو، تم إنشاؤه لتسهيل تطوير اللعبة على بلاي ستيشن 3 وبلاي ستيشن 4 وإكس بوكس 360 وإكس بوكس ون ومايكروسوفت ويندوز وماك أو إس وأنظمة وي.

### نادي اجتماعي
نادي روكستار جيمز الاجتماعي (Rockstar Games Social Club) هي خدمة ألعاب عبر الإنترنت تم إنشاؤها بواسطة روكستار جيمز للمصادقة والتطبيقات متعددة اللاعبين داخل ألعابهم.

### مشغّل ألعاب روكستار جيمز
أصدرت روكستار جيمز مشغّل الألعاب الخاص بها لنظام التشغيل مايكروسوفت ويندوز في 17 سبتمبر 2019. يتكامل المشغّل مع حساب النادي الاجتماعي (Social Club) الخاص بالمستخدم، مما يسمح لهم بتنزيل وشراء الألعاب التي سبق لهم شراؤها من خلال متجر روكستار، وكذلك إطلاق ألعاب روكستار المتوفرة من خدمات أخرى، مثل ستيم، من المشغّل.

## روابط خارجية
- الموقع الرسمي
- روكستار جيمز على موقع IMDb (الإنجليزية)
- روكستار جيمز على موقع الموسوعة البريطانية (الإنجليزية)